# Liste der Kinos in Berlin-Falkenhagener Feld
Die Liste der Kinos in Berlin-Falkenhagener Feld gibt eine Übersicht aller Kinos, die im heutigen Berliner Ortsteil Falkenhagener Feld existiert haben. Die Liste wurde nach Angaben aus den Recherchen im Kino-Wiki aufgebaut und mit Zusammenhängen der Berliner Kinogeschichte aus weiteren historischen und aktuellen Bezügen verknüpft. Sie spiegelt den Stand der in Berlin jemals vorhanden gewesenen Filmvorführeinrichtungen als auch die Situation im Januar 2020 wider. Danach gibt es in Berlin 92 Spielstätten, was Platz eins in Deutschland bedeutet, gefolgt von München (38), Hamburg (28), Dresden (18) sowie Köln und Stuttgart (je 17). 
Gleichzeitig ist diese Zusammenstellung ein Teil der Listen aller Berliner Kinos und der Ortsteillisten.
| Name/Lage                          | Adresse                  | Bestand   | Beschreibung |
| ---------------------------------- | ------------------------ | --------- | --- |
| Filmbühne Spandau Stadtrand (Lage) | Stadtrandstraße 525      | 1952–1961 | Die „Filmbühne Spandau Stadtrand“ befand sich in der Stadtrandstraße 525 / Ecke Glühwürmchenweg. Die Stadtrandstraße ist die Hauptstraße der Stadtrandsiedlung im Falkenhagener Feld, die in den 1930er Jahren angelegt wurde. Zum Ortsteil im Bezirk Spandau wurde das Falkenhagener Feld zusammen mit dem Ausbau der Heerstraße ab 1960. Das Grundstück Stadtrandstraße 525–527 / Glühwürmchenweg 31–33 wurde erst im Nachkriegsdeutschland bebaut, und hier befand sich der „Stadtrandgarten“, auch „Julius-Garten“, mit einem Gartenrestaurant. Im Kino-Adressbuch sind mit der Gründung des Saalkinos Allan Hagedorf und Elise Wruck genannt. Das Kino ist mit 260 Plätzen aufgeführt. Ab 1957 wurde Elise Wruck alleinige Inhaberin. Das Einzugsgebiet des Kinos war der Nordwesten von Spandau, insbesondere die hier wohnenden Siedler und Schrebergärtner. Mit seiner Grenzlage zu Falkensee könnte es auch als Grenzkino fungiert haben. Dies ist wohl einer der Gründe, dass die Filmbühne den Spielbetrieb ab 1961 eingestellt hat. Für 1962 ist das Kino nicht mehr notiert. Der Saal wurde zur Gaststätte und die Stadtrandschänke besteht immer noch. Der Julius Garten ist als Café/Bar/Restaurant ausgezeichnet und bietet einen Saal mit 170 Plätzen für „Festlichkeiten“. |
| Film-Eck Spandau (Lage)            | Falkenseer Chaussee 266a | 1939–1961 | Als das „Hali“ (Hakenfelder Lichtspiele) in dem Restaurantbau für die Errichtung des Luftfahrtgerätewerks von Siemens & Halske (LGW Hakenfelde) abgerissen wurde eröffnete Otto Kienzle 1939 die 2,5 Kilometer Fußweg entfernten Filmeck-Lichtspiele in der Falkenhagener Chaussee/ Ecke Germesheimer Weg (seit 1958: Falkenseer Chaussee 266a). 1937 ist ein Geländestreifen zwischen Grundstück 271 und 266 über die Falkenhagener Chaussee parallel zum Germesheimer Weg noch baufrei gehalten. Die Eröffnung des Filmecks durch Otto Kienzle ist für den 3. Februar 1939 angegeben. An das Wohnhaus 266 anschließend wurde als die Baufreihaltung aufgehoben war ein Flachbau mit den Filmräumen angesetzt, der in die projektierte Straße 561 reichte. Diese wurde durch die Gehag ab 1940 bebaut und 1942 als Germesheimer Weg benannt und ausgeführt. Das Kino hatte 596 bis 599 Plätze und wurde täglich bespielt. 1950/1952 sind auch 611 Plätze, allerdings 16 Vorstellungen je Woche angegeben. Im Jahr 1941 übernahm Maria Kienzle das Kino, die es bis zur Schließung besaß. Die Geschäfte führte Bernhard Hoffmann. „Über eine Treppe, die an eine Bahnhofstreppe erinnerte, gelangte man zu den Kassen. Auch der Raum, in dem sich die Treppe befand, sah aus wie ein Bahnhofseingang. Zum Germersheimer Weg hin war er offen und wurde nach dem Kinobetrieb mit einem Eisengitter verschlossen. Wenn man die Treppe hinauf gegangen war, erreichte man eine Plattform und stand vor zwei Kassen.“ Wöchentlich gab es 21 Vorstellungen, eine Spät- und eine Jugendvorstellung. Ab den 1950er Jahren sind technische Angaben vorhanden. Die Bestuhlung von Kamphöner waren Klappsessel mit Hochpolster. Als Projektionsapparate gab es zwei Ernemann VII B (rechts und links). Die Verstärker waren anfangs von Eurodyn, ab 1957 von Klangfilm. Weiterhin sind genannt: Lautsprecher von Klangfilm, als Bild- und Tonsystem „CS 1 KL“, sowie CS 4 KM, das Größenverhältnis der Leinwand war 1:2,35 und 1:2,55. Dem allgemeinen Trend am Kinointeresse folgend wurde das Filmeck 1960 auf 1961 geschlossen. „Die Leinwand wurde von einem dunkelblauen Vorhang, der von der Bühne von unten her weiß angstrahlt wurde, verdeckt. Auf massiven Kinoklappstühlen mit dicken braunen Polstern nahm man zu den Vorstellungen Platz. Zu den Jugendvorstellungen am Sonntag um 13.30 Uhr durften Kinder ohne Begleitung Erwachsener nur im Parkett sitzen, während Kinder in Begleitung Erwachsener auch im Hochparkett sitzen durften. Als Einlassmusik wurde Westernmusik instrumental ohne Gesang gespielt. Die Filmvorführungen waren sehr niveauvoll.“ Seit 1961 befindet sich in dem Gebäude des ehemaligen Filmecks ein Supermarkt. |